# さし旅
『さし旅』（さしたび）は、NHK総合テレビジョンで2017年から2020年まで不定期で放送されていたバラエティ番組。
本稿では実質的な前身で、2015年から2016年にかけて放送された同趣旨の番組『指原ペディア』（さしペディア）についても記述する。

## 概要
タレント・アイドルプロデューサーの指原莉乃の冠番組で、特別番組が放送される番組改編期や年末年始・夏休み中などに不定期に放送される。
『指原ペディア』は芸能界で生き残るヒントを探るため、スタジオ内で謎のパソコン「フナコシ」（声・船越英一郎）とともに業界の裏事情をレポートするというもので、各回のサブタイトルは「◯◯を検索せよ!」で統一されていた。
2017年からはタイトルを『さし旅』に改題。サブタイトルを『◯◯マニアと巡る△△ツアー』として、マニアたちが集まる熱くて深い旅に、指原と田中直樹（改題当初は指原のみが出演し、途中から進行補佐的な役割で田中が加わった）が参加するというオールロケーション番組に内容刷新された。
タイトルロゴは、『指原ペディア』がデジタルロゴ表記であり、『さし旅』では指原の似顔絵が入っていた。似顔絵ではロングヘアが描かれていたが、2018年の放送で指原本人がショートカットにしていた時期のみ、似顔絵の髪型も本人に合わせて変わったことがあった。似顔絵イラストはこの他にも、各回のサブタイトルやロケのポイント部分でのタイトル・マニアたちと指原のイラストが複数存在する。
2020年12月8日が最後の放送であり、2022年に公式サイトが閉鎖された。

## 放送日程
| # | 放送日         | 放送時間      | 放送内容                        |
| - | -------------- | ------------- | ------------------------------- |
| 1 | 2015年8月19日  | 22:55 - 23:19 | バカ売れマンガの秘密を検索せよ! |
| 2 | 2015年12月22日 | 22:55 - 23:20 | アイドルを検索せよ!             |
| 3 | 2016年6月11日  | 24:50 - 25:20 | BLを検索せよ!                   |
| 4 | 2016年6月15日  | 20:17 - 20:45 | 原宿を検索せよ!                 |
| 5 | 2016年7月2日   | 20:17 - 20:45 | ゲームを検索せよ!               |
| 6 | 2016年7月30日  | 20:15 - 20:45 | オリンピックを筋肉で検索せよ!   |

| #  | 放送日         | 放送時間      | 放送内容                                        |
| -- | -------------- | ------------- | ----------------------------------------------- |
| 1  | 2017年3月30日  | 20:15 - 20:43 | 駅弁マニアと巡る熱狂ツアー                      |
| 2  | 2017年6月3日   | 20:15 - 20:43 | 文房具マニアと巡る熱狂ツアー                    |
| 3  | 2017年8月17日  | 20:15 - 20:43 | 海の生きものマニアと巡る熱狂ツアー              |
| 4  | 2017年12月27日 | 20:15 - 20:43 | 神社マニアと巡る初詣開運ツアー                  |
| 5  | 2018年3月28日  | 20:15 - 20:43 | 野草マニアと巡る春の散策ツアー                  |
| 6  | 2018年6月2日   | 20:15 - 20:43 | 雨マニアと巡る“梅雨乗り切れ”ツアー              |
| 7  | 2018年8月30日  | 20:15 - 20:43 | 花火マニアと巡る納涼ツアー                      |
| 8  | 2018年11月24日 | 20:15 - 20:43 | 紅葉マニアと巡るもみじ狩りツアー                |
| 9  | 2019年1月12日  | 20:15 - 20:43 | 仏像マニアと巡る新春!御利益ツアー               |
| 10 | 2019年1月19日  | 20:15 - 20:43 | 温泉マニアと巡る温泉地満喫ツアー                |
| 11 | 2019年2月9日   | 20:15 - 20:43 | おでんマニアと巡る食べ方攻略ツアー              |
| 12 | 2019年3月18日  | 20:15 - 20:43 | 通勤電車マニアと巡る新生活応援ツアー            |
| 13 | 2019年5月2日   | 20:30 - 20:53 | 潮干狩りマニアと巡るアサリ攻略ツアー            |
| 14 | 2019年8月16日  | 19:30 - 19:57 | 富士山マニアと巡るフジヤマLOVEツアー            |
| 15 | 2019年9月27日  | 20:15 - 20:43 | ラグビーマニアと巡る感動!TV観戦ツアー           |
| 16 | 2019年12月20日 | 19:30 - 19:57 | 大掃除マニアと巡るピッカピカ大作戦ツアー        |
| 17 | 2020年1月3日   | 18:05 - 18:50 | マニア集結!伊勢神宮開運お持ち帰りツアー         |
| 18 | 2020年3月27日  | 19:30 - 19:57 | お弁当マニアと巡る新生活応援ツアー              |
| 19 | 2020年5月1日   | 20:15 - 20:42 | おウチで楽しんじゃってるマニアBEST5             |
| 20 | 2020年6月20日  | 20:15 - 20:43 | マニアのオタク訪問!おうち時間満喫ツアー         |
| 21 | 2020年8月14日  | 19:30 - 19:57 | 自転車マニアとレッツゴー!ママチャリ最強ツアー   |
| 22 | 2020年11月3日  | 19:30 - 19:57 | お散歩マニアと巡る“小さい秋みーつけた”ツアー    |
| 23 | 2020年12月8日  | 19:57 - 20:42 | 東京風景マニアと巡る“景色がこんなに激変!”ツアー |

## スタッフ
「指原ペディア」時代のスタッフ
- チーフプロデューサー：関卓也
- プロデューサー：手塚公平、大林龍彦
- 総合演出：伊東伸一郎
- ディレクター：長山孝太郎、奈良順也
- 構成：ピーエール杉浦、小早川すすむ
- AP：麻野とも子
- AD：角田佳祐、鶴田彩、柳田さやか
- 制作：共同テレビジョン

「さし旅」時代のスタッフ
- ナレーション：前田綾香、島﨑信長
- 制作統括：関卓也
- プロデューサー：佃敏史
- ディレクター：松藤豪（ハンター）
- 取材：尾越功、佐伯直哉、関川智実（ハンター）
- AP：佐藤美帆
- AD：田邉梨花、郭喬、胡雨樺（ハンター）
- 制作：共同テレビジョン